# Талабские острова
Талабские острова (или Залитские острова) находятся в юго-восточной части Псковского озера, в 25 км к северо-западу от Пскова.

## Общие сведения
В группу входят три острова:
- остров Верхний[1][2][3][4][5][6][7] или остров им. Белова[8] площадью 0,85 км²,
- остров Талабск[1][4][5][6][7][9] или остров им. Залита[8] площадью 0,62 км²,
- остров Талабенец[4][7][9][10] (Талабец) площадью 0,07 км²

Общая площадь составляет 1,54 км².

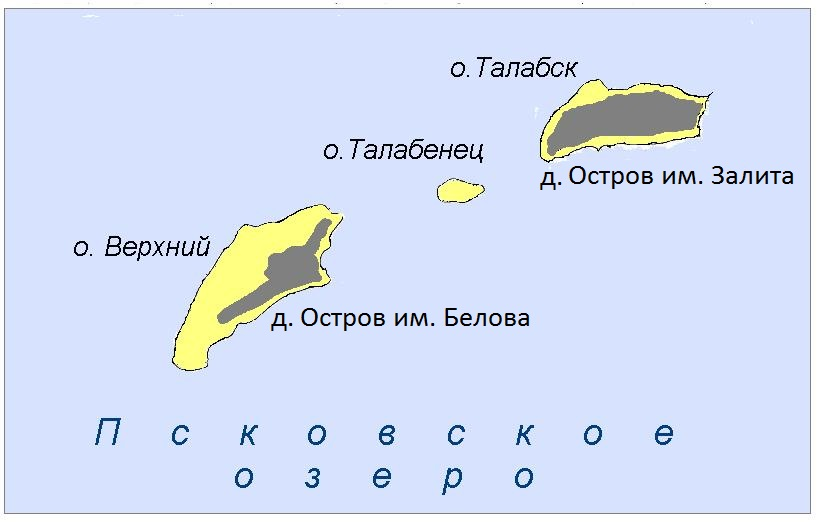
Талабские острова

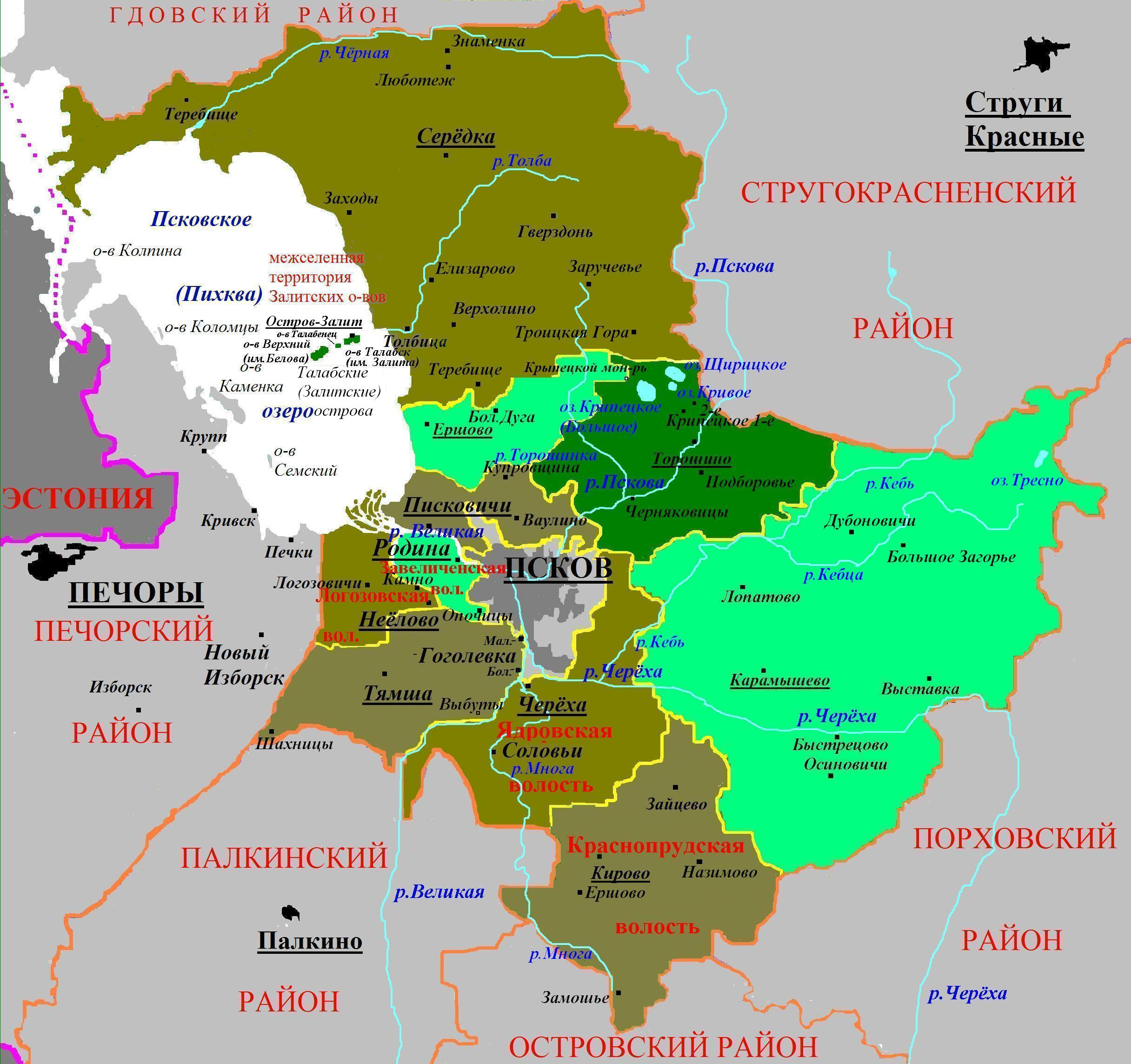
Карта Псковского района

В советское время одноимённые островам населённые пункты были переименованы: Талабск — в Остров имени Залита или остров Залит (Залита), а Верхний — в Остров имени Белова (остров Белов) — в честь первых красных комиссаров (учитель Ян Залит и его сподвижник Иван С. Белов), пытавшихся установить советскую власть на островах и убитых отрядом белогвардейцев Булак-Балаховича). Если населённые пункты официально и фактически называются в честь комиссаров, то за островами и в краеведческой литературе, и в официальных документах, и среди жителей распространены как исконные названия двух основных островов (Верхний и Талабск), так и одноимённые населённым пунктам имена. Военно-топографические и картографические источники отдают предпочтение исконным названиям островов.

## Население
В 2000 году на Талабских островах проживало 326 жителей, в 2007 году — около 350 жителей, в 2010 году — 202 жителя, в 2012 году — 193 жителя, в 2021 году — 145 жителей. Административно относятся к Псковскому району и составляют межселенную территорию Залитских островов. Население сосредоточено в двух деревнях: Остров имени Залита и Остров имени Белова.
Острова известны своими монашескими поселениями. На острове Талабск находится храм св. Николая, настоятелем которого в 1958—2002 был почитаемый православными верующими старец протоиерей Николай Гурьянов. В 2002 году старец был похоронен на этом острове. На его могилу совершаются паломничества.

## История
Талабчане внесли свой вклад в сдерживание натиска войск Стефана Батория на Псков (1581—1582 гг.), участвуя в снабжении продовольствием осаждённых псковичей. Наиболее воинственные талабчане, по легенде (т. н. «гары»), ценой своей жизни не допустили Стефана Батория до Печорского монастыря. Считается, что в знак благодарности за самоотверженность Иван Грозный разрешил островитянам свободно торговать со своих причалов: такое экономическое преимущество сохранялось до конца XVIII века. Тогда численность населения островов составляла порядка 3000 жителей, торговавших снетками и вяленой рыбой.
12 марта 1821 года Талабские острова от императора Александра I получили новый статус безуездного города и наименование Александровский посад. Тогда же в Талабске появилась ратуша, которая функционировала вплоть до 1875 года. На двух островах (Талабск и Верхний) открылись земские школы.

Памятник Ивану Залиту и его товарищам, убитым белыми на Талабских островах, автор Вс. Смирнов

Талабские острова или Александровский посад по переписи 1887 года населяло 2849 жителей, по переписи 1897 года —  3381 жителей.
2 (15) июля 1917 года на первом собрании рыбаков архипелага был избран исполком Талабского Совета рыбацких депутатов, постановивший послать одного представителя в Псковский совет солдатских и рабочих депутатов. После Октября 1917 года председателем Совета рыбацких депутатов был избран школьный учитель Ян Залит, позже избранный председателем исполкома Псковского уездного Совета, действовавшего на свободной от немецкой оккупации территории в 1918 году.
Немцы, захватившие в феврале 1918 года Псков, напали и на Талабские острова, отправив по льду на остров немногочисленный конный отряд, но вскоре вооруженные рыбаки изгнали противника «за 5-10 минут».
О захвате Талабских островов сообщала центральная печать Советской России 26 октября 1918 года:
«Талабские острова были заняты белогвардейцами, среди которых много германских офицеров. Приехали они на пароходах „Елизария“ и „Псков“. Захваченный ими в Талабске бывший председатель Псковского уездного Совдепа Залит утоплен в озере. Члены исполкома заключены в тюрьму. Проводится насильственная мобилизация от 18 до 45 лет… Получено воззвание Рижского бюро по набору добровольцев в Северную армию. Определённо указывается в воззвании, что германское правительство помогает белым людьми, оружием, снаряжением и деньгами. Воззвание подписано генералом Никифоровым. В Пскове возобновила деятельность царская охрана, работающая в контакте с немцами».
Большевики в 1918 году силой попытались мобилизавать талабских рыбаков в Красную армию. Сформированный из рыбаков Талабского архипелага Талабский батальон (затем — полк), заняв сторону белых, вошёл в Северо-Западную армию генерала Юденича. В полку было от 1000 до 1500 бойцов, в том числе 700—800 островитян. Молодой ротмистр Борис Сергеевич Пермикин был назначен командовать полком. Узнав, что Талабский архипелаг захвачен красными, он с семнадцатью белыми солдатами осенней ночью в ноябре 1918 года высадился на острове Талабск и разгромил красный отряд из пятидесяти бойцов, а комиссаров (Ян Залит, Иван Белов, Осип Хорев, Иван Шляпников, Иван Галахов) приказал бросить в озеро. По другой версии красные комиссары были казнены белогвардейским отрядом Булак-Балаховича. Весной 1919 года были найдены их тела: тогда и было решено переименовать два населённых пункта на островах в честь Залита и Белова.
В декабре 1919 года под Нарвой талабцы, прикрывая отход Северо-Западной армии Юденича прямо с реки Наровы, оказались между наступавшими красными, на одном берегу, и отступавшими эстонскими войсками, на другом берегу. Когда все уцелевшие бойцы армии Юденича перебрались на эстонский берег, талабцы тоже было решили отступать, но эстонцы, открыли по ним огонь и отогнали их назад, на лёд Наровы, а с другой стороны стреляли красные. Так, под перекрестным огнём, весь полк и погиб. По другой версии, эстонцы, согласившись пропустить талабцев без оружия, разоружили его, но, проходя через границу, и предали их: талабские солдаты были расстреляны с двух сторон — эстонцами и красными. Оставшиеся в живых последние бойцы Талабского полка были репрессированы и расстреляны в 1934—1937 годах.
Вплоть до 90-х годов XX века Талабские острова были центром рыболовства, благодаря колхозу имени Залита. В настоящее время рыболовство на островах в упадке.
На островах планируется создать муниципальное образование или ТОС 

## Население
| 2008 | 2009 | 2010 | 2012 | 2013 | 2016 | 2017 |
| ---- | ---- | ---- | ---- | ---- | ---- | ---- |
| 218  | ↘202 | ↗211 | ↘193 | ↘179 | ↘177 | ↘171 |
| 2018 | 2019 | 2020 | 2021 |      |      |      |
| ↘156 | ↘145 | ↗147 | ↘38  |      |      |      |

## Видео
«Талабы. Красота, нищета и чудеса посреди Псковского моря» // ГражданинЪ TV. 17 ноября 2022.